# Arthashâstra
L’Arthashâstra (sanskrit IAST : Arthaśāstra) est un traité ancien de politique, d'économie et de stratégie militaire, écrit en sanskrit, datant sans doute du IVe siècle avant l'ère commune. Le mot peut se traduire par Traité de l'intérêt. L'ouvrage, attribué à Kautilya, est considéré comme « un monument exceptionnel de la pensée politique ancienne ».

## Découverte
L'ouvrage ne fut découvert qu'en 1905 dans un village du sud de l'Inde dans un état très mutilé et altéré. Une partie peut néanmoins prétendre à l'authenticité.

## L'auteur
On attribue le texte à Kautilya. Ce nom de Kautilya est identifié à un ministre de l'empereur indien Chandragupta Maurya (règne de 313 et 289 av. J.-C.); Charles Malamoud relève que Kautilya serait le surnom de Chanakya (alias Viṣṇugupta (Vishnugupta), le conseiller de Chandragupta.
L'identification habituelle de Kautilya ou de Vishnugupta avec le ministre Chānakya de Chandragupta Maurya date l'ouvrage du IVe siècle avant notre ère. Mais des affinités avec les Smriti et des références qui seraient anachroniques au IVe siècle av. J.-C. suggèrent qu'il pourrait dater plutôt de la période allant du IIe au IVe siècle de notre ère.
Selon l'encyclopédiste B. Walker[Où ?], le nom infâmant de Kautilya — qui signifie en sanskrit « malhonnêteté », « fausseté » —, dissimule plutôt l'identité d'une école de philosophes politiques qui gagnèrent cette épithète à déshonorante pour couvrir les doctrines qu'ils enseignaient. Un point de vue partagé par le sanskriste Louis Renou, selon qui ce nom de Kautilya n'a jamais dû s'appliquer à un individu particulier.

## Thèse
C'est un écrit essentiellement pragmatique, faisant fi, à l'instar de la position de Nicolas Machiavel, de toute considération morale et décrivant la manière de gérer un royaume, tant dans les affaires intérieures que dans la diplomatie vis-à-vis des voisins, alliés ou ennemis.
Il préconise une attitude très active et souvent guerrière : croissance est synonyme de conquêtes. Si ces dernières sont hasardeuses, l'auteur se sert alors de la duplicité pour parvenir à ses fins. La stabilité ne semble donc par essence que provisoire.
Le chercheur Jean Langlois décrit l'Arthashastra comme un traité sur l'art du pouvoir dans la tradition des miroirs des princes, où la politique est aussi séduction.
C'est de ce traité qu'est tiré la célèbre maxime « les ennemis de mes ennemis sont mes amis ».

## Structure
L'ouvrage comprend quinze livres, divisés en cent cinquante chapitres (un seul chapitre dans le livre XI, trente-six dans le livre II). Les cinq premiers livres sont consacrés à la politique intérieure, les dix autres à la diplomatie et à la stratégie. Ci-après, la liste des titres.
1. Le roi, son apprentissage, ses devoirs. Le choix des ministres. Les tâches des réunions du conseil.
2. Le rôle économique de l'État.
3. L'organisation juridique de la société.
4. Châtiments des délits et des crimes.
5. De la surveillance des commis de l'État.
6. Des États souverains.
7. Des rapports inter-étatiques.
8. Des calamités.
9. Préparatifs aux hostilités.
10. De la guerre.
11. Causes des dissensions.
12. Conduite à tenir à l'égard du roi plus faible.
13. Des sièges.
14. Pratiques secrètes.
15. Du savoir.

#### Traductions
- Manuel du Prince Indien. L'Arthashastra de Kautilya (Morceaux choisis introduits, commentés et traduits du sanskrit par Marinette Dambuyant. Photographies et postface par Anthony Cerulli), Paris, Les Belles Lettres, 2022, 272 p. (ISBN 978-2-251-45302-6)
- L'« Arthaśāstra », le traité politique de l'Inde ancienne (extraits choisis et traduits par Marinette Dambuyant), Paris, Rivière, 1971, 254 p. (présentation en ligne)

- (en) King, Governance, and Law in Ancient India : Kautilya's Arthasastra (trad. du sanskrit par notes et introduction par Patrick Olivelle), New York, Oxford University Press, 2013, 784 p. (ISBN 978-0-199-89182-5, BNF 43576117, présentation en ligne)
- (en) The Arthashastra (Edited, Rearranged, Translated and Introduced by L.N. Rangarajan), New Delhi, Penguin Books India, 2016 (1re éd. 1987), 868 p. (ISBN 978-0-140-44603-6, lire en ligne)

#### Études
- Namita Sugandhi L'empire des Maurya et l'Inde du Nord in Cédric Ferrier sous la dir. "Histoire ancienne et médiévale de l'Inde du Nord (VIe s. avant notre ère, XIIIe s. après)", 2025, Éd. PUF,  (ISBN 978-2130577591)
- Arthur L. Basham, La civilisation de l'Inde ancienne, Paris, Arthaud, coll. « Les Grandes Civilisations », 1988 (1re éd. 1976), 474 p. (ISBN 978-2-700-30744-3), p. 74-120
- Madeleine Biardeau, L'hindouisme. Anthropologie d'une civilisation, Paris, Flammarion, coll. « Champs Essais », 1995, 312 p. (ISBN 978-2-081-22718-7), p. 87-96 et passim.
- (en) Roger Boesche, The First Great Political Realist: Kautilya and His Arthashastra, Lanham (MD), Lexington Books, 2002, 142 p. (ISBN 978-0-739-10401-9)
- François Chenet, « ARTHAŚĀSTRA (attribué à Kautilya) - Fiche de lecture » , sur universalis.fr, s.d. (consulté le 5 mai 2022).

- Louis Dumont, Homo hierarchicus. Le système des castes et ses implications, Paris, Gallimard, coll. « TEL » (no 39), 1979 (1re éd. 1966), XL, 449 (ISBN 978-2-070-28649-2), p. 367-375
- Charles Malamoud, « ARTHAŚĀSTRA » , sur universalis.fr, s.d. (consulté le 5 mai 2022).

- Gérard Challand, « Connaissez-vous Kautilya ? », Conflits, no 8, janvier-mars 2016, p. 75
- (en) Jean Langlois-Berthelot, « Kautilya’s Teachings on How to “Create” Loyal Soldiers in One’s Side but Sedition in the Enemy’s Army », dans Pradeep Kumar Gautam, Saurabh Mishra, Arvind Gupta (Eds.), Indigenous Historical Knowledge. Kautilya and His Vocabulary, vol. I, New Delhi, IDSA/Pentagon Press (ISBN 978-8-182-74849-1)
- Jean Langlois-Berthelot (2013) King, Governance, and Law in Ancient India, Strategic Analysis, 37:6, 758-760, DOI: 10.1080/09700161.2013.847135
- Jean Langlois, Didier Bazalgette, « Redécouvrir le grand traité de stratégie indien, l’Arthasastra : les exemples de la guerre indirecte et du renseignement », Revue de Défense Nationale,‎ 2021 (lire en ligne )
- Jean Langlois, « Comparative Study between Arthasastra and San Shi Liu Ji (The Thirty Six Strategies) », Fellow Seminar, IDSA Août 2013 (lire (en)résumé en ligne -  consulté le 6 avril 2022)